# Río Raposo
Der Río Raposo ist ein etwa 83 km langer Zufluss des Pazifischen Ozeans im Departamento Valle del Cauca im Westen Kolumbiens.

## Flusslauf
Der Río Raposo entspringt in der Westkordillere. Er fließt anfangs 50 km in überwiegend nordnordwestlicher Richtung. Bei Flusskilometer 50 erreicht er das westkolumbianische Küstentiefland. Im Unterlauf durchquert er dieses in westlicher Richtung. In Küstennähe zweigen links und rechts Mündungsarme ab. Der Río Raposo mündet schließlich in eine Bucht an der Mangrovenküste des Pazifischen Ozeans.

## Hydrologie und Einzugsgebiet
Der Río Raposo entwässert ein Areal von etwa 350 km². Im Süden grenzt das Einzugsgebiet an das des Río Cajambre, im Norden und Osten an das des Río Anchicayá. Im östlichen Teil des Einzugsgebietes des Río Raposo liegt in der Westkordillere der Parque Nacional Natural Farallones de Cali.
Der mittlere Abfluss beträgt 177 m³/s. Das Einzugsgebiet des Río Raposo liegt in der humiden Tropenzone. Diese ist gekennzeichnet durch tropischen Regenwald. Die Temperaturen sind über das Jahr hinweg relativ konstant. Ferner wird das Klima durch starke Niederschläge und hohe Luftfeuchtigkeit geprägt. Gewöhnlich treten an der kolumbianischen Westküste in den Monaten September bis November die höchsten Niederschläge auf. Daneben tritt zwischen April und Juni eine weniger stark ausgeprägte Regensaison auf.